# Sergio Piro
Sergio Piro (Palma Campania, 9 settembre 1927 – Napoli, 7 gennaio 2009) è stato uno psichiatra italiano.

## Biografia e carriera
Trascorsa l'infanzia a Cagliari, si iscrisse alla Facoltà di Medicina e Chirurgia dell'Università di Napoli dove fu studente interno dell'Istituto di Psicologia dal 1946 al 1951 e dove si laureò nel 1951. Dopo la laurea fu medico volontario della Clinica delle malattie del Sistema Nervoso dell'Università di Napoli sino al 1959. Si specializzò in neuropsichiatria a Cagliari, nel 1956, con una tesi su "Semantica del linguaggio schizofrenico".
Fu libero docente in psichiatria e in clinica delle malattie nervose e mentali presso l'Università di Napoli. Diresse l'Ospedale psichiatrico Materdomini di Nocera Superiore (SA) da giugno 1959 a febbraio 1969. Sul finire degli anni sessanta fu tra i principali esponenti della psichiatria fenomenologica e protagonista della stagione di lotte per la chiusura dei manicomi. Dopo aver abbandonato l'università nel 1965, non esitò a scontrarsi con il potere istituzionale sino ad essere licenziato, nel 1969, dall'ospedale Materdomini dove aveva dato inizio ad un esperimento di psichiatria alternativa, costituendo la seconda "comunità terapeutica" in Italia dopo l'esperienza di Psichiatria Democratica condotta da Franco Basaglia a Gorizia.
Fu inoltre: membro della segreteria nazionale di Psichiatria Democratica dal 1976 al 1981 e poi del Coordinamento Nazionale; direttore dell'Ospedale psichiatrico Leonardo Bianchi di Napoli (III Unità) dal giugno 1974 al 1975; direttore dell'Ospedale Psichiatrico Frullone di Napoli, funzione che assunse nel dicembre 1975; direttore del Centro Ricerche sulla psichiatria e le scienze umane dal 1980, docente di Psichiatria e Psicologia Sociale dal 1983 al 1991 e responsabile, da marzo 1995, dell'Area dipartimentale di salute Mentale della A.S.L. NA1. Ha stilato il progetto di legge che si è poi trasformata nella legge regionale n. 1/1983 della Regione Campania sulla psichiatria.
Piro non si limitò solo alla psichiatria ma ebbe vasti interessi nel campo delle scienze umane e sociali; scrisse e si occupò, in particolare, di semantica, antropologia, linguistica, epistemologia, coniugando gli aspetti teorici con un impegno diretto nelle lotte anti-istituzionali, nelle esperienze territoriali e nella costruzione di un servizio sanitario in grado di prendersi realmente in carico il sofferente psichico. Precursore del movimento di critica psichiatrica, scrisse due opere che rimangono punti di riferimento del movimento: Il linguaggio schizofrenico nel 1967 e Le tecniche della liberazione nel 1971. Dedicò l'ultima parte del suo lavoro di ricerca all'abbandono degli "psichiatrizzati" da parte dei servizi di salute mentale (Osservatorio dell'abbandono).

## Opere
- Il linguaggio schizofrenico, Feltrinelli, Milano, 1967;
- Le tecniche della liberazione. Una dialettica del disagio umano, Feltrinelli, Milano, 1971;
- Compendio del linguaggio schizofrenico, Florio Edizioni Scientifiche, Napoli, 1989;
- Antropologia Trasformazionale. Il destino umano e il legame agli orizzonti subentrati del tempo, FrancoAngeli, Milano, 1993;
- I mille talenti. Manuale della Scuola sperimentale antropologico-trasformazionale, FrancoAngeli, Milano, 1995;
- Introduzione alle antropologie trasformazionali, Città del Sole edizioni, Napoli, 1997;
- L'io mancante, Loggia de' Lanzi, Firenze, 1997;
- Diadromica. Epistemologia paradossale transitoria delle scienze dette umane, Idelson, Napoli, 2001;
- Esclusione, sofferenza, guerra, La Città del Sole, Napoli, 2002;
- Trattato della ricerca diadromico-trasformazionale, La Città del Sole, Napoli, 2005.

Per un'introduzione all'opera di Sergio Piro:
- Antonio Mancini, Le dimensioni dell'accadere. Introduzione a Sergio Piro, Esi, Napoli, 1998;
- Prassi trasformazionali in campo di esclusione antropica, La Città del Sole, Napoli, 2006;
- Sergio Piro. Maestri e allievi, Editoriale scientifica-Collana punto.org, Napoli, 2014.

Per la biografia di Sergio Piro:
- Sergio Piro e Candida Carrino,Quando ho i soldi mi compro un pianoforte. Conversazioni con un protagonista della psichiatria del '900, Liguori Editore, Napoli, 2010.

Per l'impatto di Sergio Piro sul contesto medico-psichiatrico degli anni '60:
- Stefano Gargano, Sergio Piro e Gastone Maccagnani: due esperienze di psichiatria alternativa nell'Italia degli anni '60, in Quaderni del Cerps, Edizioni Cerps, Nocera Inferiore (Sa), 2013 (pp. 80–143).